# تپلا
تپلا (به لاتین: Teplá) یک منطقهٔ مسکونی در جمهوری چک است که در ناحیه خب واقع شده‌است. تپلا ۳٬۰۶۲ نفر جمعیت دارد.